# Caoimhín Kelleher
Caoimhín Odhrán Kelleher (Cork, 23 november 1998) is een Iers voetballer die als doelman uitkomt. Hij verruilde Liverpool in de zomer van 2025 voor Brentford. Kelleher maakte in 2021 zijn debuut als international voor het Iers voetbalelftal.

## Clubloopbaan

### Liverpool
Kelleher speelde sinds 2015 in de jeugdopleiding van Liverpool FC. Sinds 2019 is hij reservedoelman bij het eerste team. Hij zat op de bank bij de gewonnen finale om de UEFA Champions League 2019 en de UEFA Super Cup 2019. Kelleher debuteerde op 25 september 2019 in de EFL Cup tegen Milton Keynes Dons FC. In het seizoen 2019/20 speelde hij driemaal in de EFL Cup en eenmaal in de FA Cup.
Op 1 december 2020 debuteerde Kelleher in de UEFA Champions League als basisspeler in het thuisduel tegen AFC Ajax (1-0). Vijf dagen later maakte hij ook zijn debuut in de Premier League in het thuisduel tegen Wolverhampton Wanderers FC (4-0). 
Op 27 februari 2022 keepte Kelleher 120 minuten in de EFL Cup-finale tegen Chelsea. Hij moest zelf de elfde penalty nemen en scoorde, waarna Chelsea-keeper Kepa Arrizabalaga miste. In februari 2024 mocht Kelleher voor het eerst een langere periode Premier League-wedstrijden keepen, door de blessure van eerste doelman Alisson Becker. Op 25 februari was hij uitblinker in de EFL Cup-finale tegen Chelsea, waarin hij de nul hield en uiteindelijk Virgil van Dijk de winnende zag maken.

### Brentford
In juni 2025 werd hij aangetrokken door Brentford als vervanger voor de naar Bayer Leverkusen-vertrokken Mark Flekken. Brentford betaalde 14,8 miljoen euro voor hem aan Liverpool.

## Clubstatistieken
| Seizoen | Club      | Competitie     | Competitie | Competitie | Beker | Beker | Europa | Europa | Totaal | Totaal |
| Seizoen | Club      | Competitie     | Wed.       | Dlp.       | Wed.  | Dlp.  | Wed.   | Dlp.   | Wed.   | Dlp.   |
| ------- | --------- | -------------- | ---------- | ---------- | ----- | ----- | ------ | ------ | ------ | ------ |
| 2019/20 | Liverpool | Premier League | 0          | 0          | 4     | 0     | 0      | 0      | 4      | 0      |
| 2020/21 | Liverpool | Premier League | 2          | 0          | 1     | 0     | 2      | 0      | 5      | 0      |
| 2021/22 | Liverpool | Premier League | 2          | 0          | 6     | 0     | 0      | 0      | 8      | 0      |
| 2022/23 | Liverpool | Premier League | 1          | 0          | 3     | 0     | 0      | 0      | 4      | 0      |
| 2023/24 | Liverpool | Premier League | 10         | 0          | 8     | 0     | 8      | 0      | 26     | 0      |
| 2024/25 | Liverpool | Premier League | 10         | 0          | 6     | 0     | 4      | 0      | 20     | 0      |
| 2025/26 | Brentford | Premier League | 0          | 0          | 0     | 0     | 0      | 0      | 0      | 0      |
| Totaal  | Totaal    | Totaal         | 25         | 0          | 28    | 0     | 14     | 0      | 67     | 0      |

## Interlandloopbaan
Hij is Iers jeugdinternational en nam deel aan het Europees kampioenschap voetbal mannen onder 17 - 2015. In november 2018 fungeerde hij als reservedoelman bij het Iers voetbalelftal bij twee wedstrijden om de UEFA Nations League. Op 8 juni 2021 maakte hij tegen Hongarije zijn debuut voor Ierland.

## Erelijst
| UEFA Champions League | 1x | 2018/19          |
| UEFA Super Cup        | 1x | 2019             |
| Premier League        | 1x | 2024/25          |
| EFL Cup               | 2x | 2021/22, 2023/24 |
| FA Cup                | 1x | 2021/22          |